# バー・バー・ブラック・シープ
「バー・バー・ブラック・シープ」（英:Baa, Baa, Black Sheep、「めえめえ黒ひつじ」の意）は、英国の童謡である。最も古い版は1744年頃に出版されており、その後2世紀半の間大きく歌詞が変わることなく現代まで伝わっている。様々な替え歌で歌われている18世紀半ばのフランスの童謡“Ah! vous dirai-je, maman”（アー！ヴ・ディレ・ジュ、ママン「ああ！話したいの、ママ」の意）のバリエーションの一つである。

## 現代の歌詞
現代では以下のような歌詞が一般的である。
Baa, baa, black sheep,

Have you any wool?

Yes, sir, yes, sir,

Three bags full;

One for the master,

One for the dame,

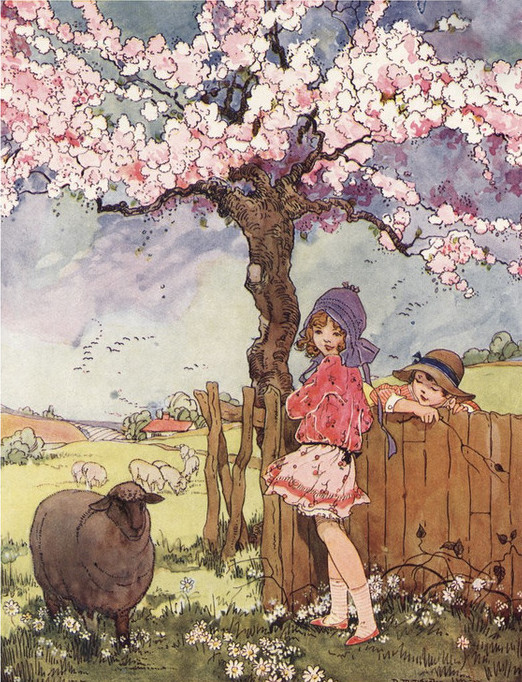
ドロシー・M・ウィーラー（Dorothy M. Wheeler）によって描かれたこの歌のイラスト

And one for the little boy

Who lives down the lane.

Baa, baa, black sheep,

Have you any wool?

Yes, sir, yes, sir,

Three bags full. 
めえ、めえ、黒ひつじ、

羊毛はありますか？

ございます、ございます、

三袋にいっぱい。

一つはご主人様に、

一つは奥様に、

一つは路地に住む

お子様のために。

めえ、めえ、黒ひつじ、

羊毛はありますか？

ございます、ございます、

三袋にいっぱい。
歌詞は、小さいこどもにも覚えやすいため童謡では一般的な強弱格の単一スタンザになっている。フォークソングとそのバリエーションのデータベースであるラウド・フォークソング・インデックスには4439番にナンバリングされており、この歌のバリエーションは英国と北米にまたがって収集されている。

## 曲
この歌が通常歌われるメロディは、1761年にフランスで発表された童謡"Ah! vous dirai-je, maman"の変奏曲である。この曲は他にも"Twinkle Twinkle Little Star（きらきら星）"、"Little Polly Flinders（小さなポリー・フリンダース）"、"Alphabet song（ABCの歌）"などの多くの童謡でも使われている。歌詞と曲が一緒に出版されたのは、1879年にフィラデルフィアでA.H.ローズウィグ（A. H. Rosewig）が出した"（Illustrated National）Nursery Songs and Games"が最初である。
1872年にはヨハン・アウグスト・ストリンドベリが"Barnen i skogen"の中でスウェーデン語翻訳版を発表しており、こちらの歌詞にはアリス・テグネール（Alice Tegnér）が1892年の"Sjung med oss, Mamma!"にて曲を当てている。スウェーデン語版では"Bä, bä, vita lamm"（「めえめえ白ひつじ」の意）となっており、スウェーデンではよく知られた童謡である。

## 歌詞の起源と解釈

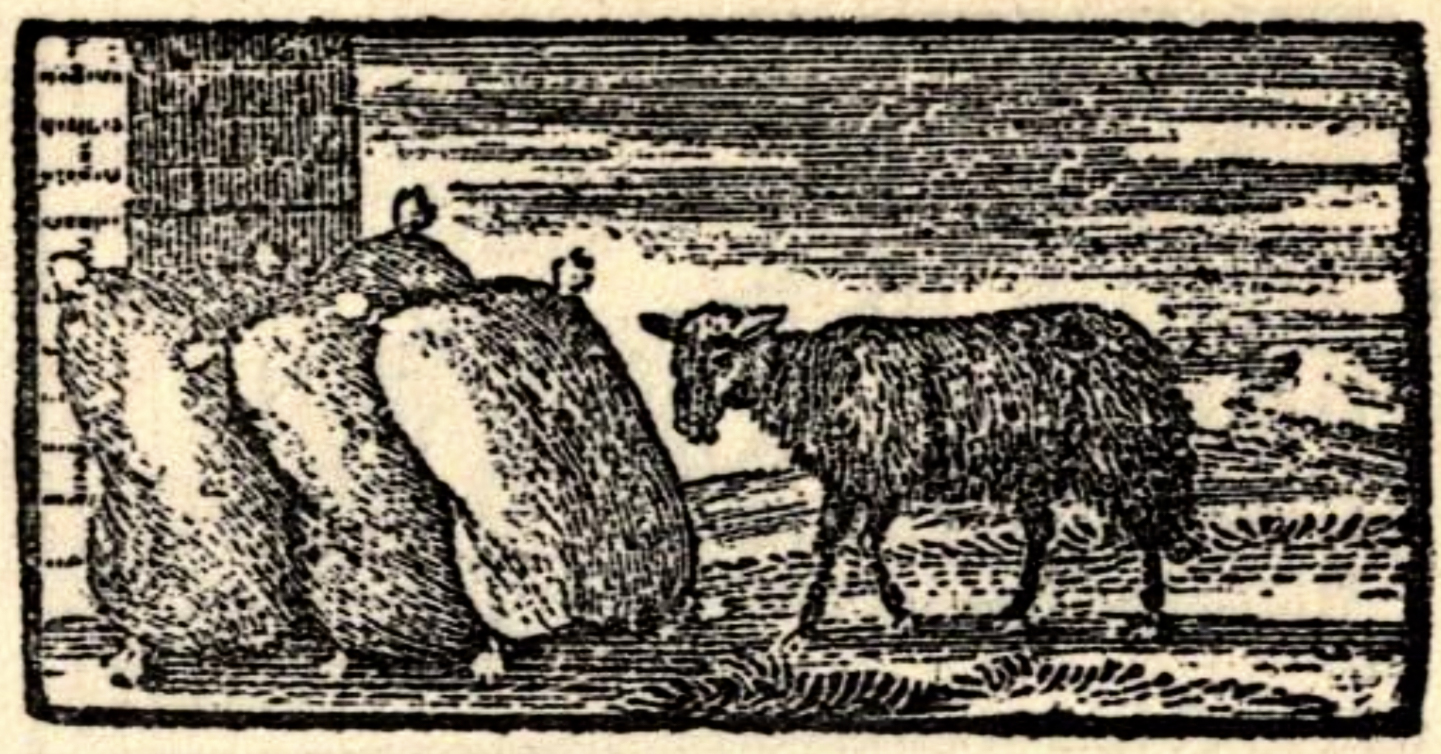
1765年に出版された"Mother Goose's Melody"に掲載されたこの歌のイラスト

他の多くの童謡と同様に、この詩のオリジナル版や歌詞の本当の意味を探し出そうとする試みはなされてきたが、そのほとんどには裏付けとなるような証拠は見つかっていない。キャサリン・エルウィス・トマス（Katherine Elwes Thomas）は著書"The Real Personages of Mother Goose"(1930)で、羊毛に課された重税への怨嗟の声を表しているのではないかと推測した。これは特に、中世英語で"Great"や"Old Custom"と言われた、15世紀まで存続した1275年の羊毛税に関連して語られる。また、最近では、米国南部における奴隷貿易と結び付けられることもある。この説明は、1980年代のポリティカル・コレクトネスに適した童謡の使用と改訂に関する議論の中で進められましたが、裏付けとなる歴史的証拠は存在しない。 また、黒ひつじは一般的には集団の中から浮いた存在として悪いイメージで語られることが多いが、黒ひつじの羊毛は染色せずに濃い色の布にすることができたので高く評価されていたのではないかとする説も存在する。
この詩が初めて印刷されたのは、現存する英語の童謡を集めた最古の本である"Tommy Thumb's Pretty Song Book"（1744年）であり、現在歌われている版とほぼ同じ歌詞で載っている。
Bah, Bah, a black Sheep,

Have you any wool?

Yes old mate I have

Three bags full,

Two for my master,

One for my dame,

None for the little boy

That cries in the lane.
めえ、めえ、黒ひつじ、

羊毛はありますか？

はい旦那様あります、

三袋にいっぱい。

二つはご主人様に、

一つは奥様に、

路地で泣いているこどもには

一つもありません。
次に古い現存する版は"Mother Goose's Melody"（1765年頃）である。最終行の歌詞が"But none for the little boy who cries in the lane"となっている以外は前の版と同歌詞である。 

## 歌詞を巡る論争

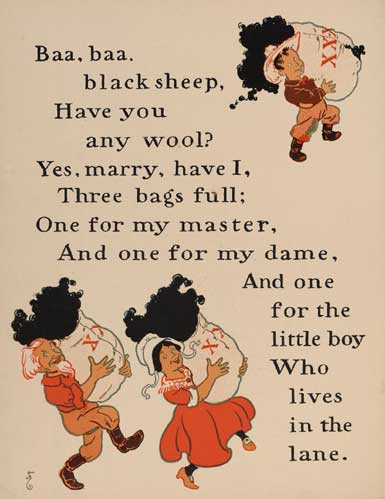
ウィリアム・ウォーレス・デンスロウによって描かれた1901年版マザーグースにおけるイラスト。

英国では1986年に"Baa Baa Black Sheep"が人種差別的であるという大衆紙の報道があったことをきっかけに、歌詞を巡る論争が起こった
。なお、これは実際には、ある民間の保育園で子どもたちのお遊戯のために歌詞が書き直されたというだけの話であり、公的に歌詞が変えられたというわけではなかった。同様の論争は、1999年に、歌詞に関する留保が子供たちの人種差別に関する作業部会によってバーミンガム市議会に提出されたときにも浮上したが、承認も実施もされずに終わっている。 2006年にはオックスフォードシャーの2つの民間保育園は、歌を"Baa Baa Rainbow Sheep"に変更し、"black"を"happy""sad""hopping""pink"などの他のさまざまな形容詞に置き換えた。評論家の中には、これらの論争は、ポリティカル・コレクトネスに反対する運動の一環として誇張または歪曲されて報道されていると主張している者もいる。
2014年には、オーストラリアのビクトリア州でも同様の論争があったと報告されている。 

## 言及されている作品
"yes sir, yes sir, three bags full"というフレーズは、追従者や従属者を示す表現としてしばしば用いられる。 もともとは英国海軍で一般的に使われており、1910年以降に証言が残っている。
歌詞は文学や大衆文化でもしばしば取り上げられてきた。ラドヤード・キップリングは、1888年に執筆した半自伝的短編小説の題名として"Baa Baa, Black Sheep"と名付けている。米国海兵隊では1942年以降、Marine Attack Squadron 214（第214海兵攻撃中隊）の愛称としてBlack Sheep Squadronの名前を使っている。同隊の隊長を務めたグレゴリー・ボイントンが退役後に出版した回想録や、1976年から1978年にかけてNBCで放送された同隊を描いたドラマのタイトルとしても"Baa Baa Black Sheep"の題名が使われている（なお、後者は後に"Black Sheep Squadron"のタイトルでも配給されている）。 1951年には『イン・ザ・ムード』とともにこの曲が、世界で初めてデジタルデータで保存されコンピューター上で再生された曲となった。